# 온 더 라인 (2001년 영화)
《온 더 라인》(영어: On The Line)은 미국에서 제작된 에릭 브로스 감독의 2001년 멜로/로맨스, 코미디 영화이다. 랜스 베이스 등이 주연으로 출연하였고 피터 에이브람스 등이 제작에 참여하였다.

## 출연

### 주연
- 랜스 베이스
- 조이 패톤

### 조연
- 엠마누엘 크리퀴
- 지큐
- 알 그린
- 데이브 폴리
- 제리 스틸러

## 기타
- 공동제작: 조 앤더슨
- 공동제작: 파 샤리엣
- 미술: 앤드류 잭니스
- 의상: 마가렛 모어
- 배역: 낸시 네이어